# Andrejová
Andrejová és un poble i municipi d'Eslovàquia. Es troba a la regió de Prešov, al nord del país.

## Història
La primera referència escrita de la vila data del 1355.

## Demografia
| Godina             | 1994 | 2004    | 2014    | 2024   |
| ------------------ | ---- | ------- | ------- | ------ |
| Nombre de persones | 287  | 317     | 371     | 351    |
| Diferència         |      | +10,45% | +17,03% | −5,39% |

| Godina             | 2023 | 2024 |
| ------------------ | ---- | ---- |
| Nombre de persones | 351  | 351  |
| Diferència         |      | +0%  |